# Erwin Aders
Erwin Paul Aders (* 7. Mai 1881 in Düsseldorf; † 6. Januar 1974 in  Dillenburg) war ein deutscher Maschinenbauingenieur, Nutzfahrzeugkonstrukteur und Chefkonstrukteur von Henschel & Sohn  während des Zweiten Weltkriegs.

## Leben
Aders studierte von 1901 bis 1906 Maschinenbau an der TH Aachen. Nach einer Tätigkeit als Chefkonstrukteur bei dem Unternehmen W. A. Th. Müller Straßenzug-Gesellschaft m.b.H. in Berlin-Steglitz war er von 1912 bis 1913 Konstrukteur für Motorpflüge bei Büssing. 1914 wechselte er in das zentrale Konstruktionsbüro des Schweizer Unternehmens Saurer in Arbon. Im Ersten Weltkrieg diente er bei der Kraftfahrtruppe, ab 1917 war er im Konstruktionsbüro von Joseph Vollmer tätig und dort an der Entwicklung der Panzerwagen A7V und LK II beteiligt. Von 1919 bis 1926 arbeitete er als Konstruktionschef bei MAN in Nürnberg und entwickelte dort das Nutzfahrzeugprogramm. 1926 bis 1929 arbeitete er für die Vogtländische Maschinenfabrik (Vomag) in Plauen. 1929 bis 1931 war er Konstruktionschef bei Mercedes-Benz in Gaggenau.
1933 habilitierte Erwin Aders sich an der RWTH Aachen zum Thema Kraftfahrzeug-Hinterachsen. Vom 8. Februar 1933 bis zum 31. März 1935 war er dort als Privatdozent Lehrbeauftragter für Kraftfahrzeugbau. Bereits im Sommer 1934 hatte er sich an der Aachener Hochschule bis zu seinem Ausscheiden aus dem Lehrkörper beurlauben lassen, da er von 1934 bis 1936 für die Mecano GmbH in Frankfurt tätig war.
Von 1936 bis 1945 war er Chefkonstrukteur für die schweren Panzer Tiger I und Tiger II bei Henschel & Sohn. Er war Mitglied der Panzerkommission. Für Henschel blieb er bis 1960 beratend für Panzer, Lokomotiven und Straßenbaumaschinen tätig. Unter anderem wurde er auch nach Aufstellung der Bundeswehr gemeinsam mit den Ingenieuren Josef Lehr und Karl Pollich sowie dem ehemaligen Generalleutnant und Amtschef Panzer im Heereswaffenamt, Wilhelm Philipps, vom Bundesministerium für Verteidigung für ein Gutachten hinsichtlich der Beschaffung des Schützenpanzers HS 30 beauftragt, das Staatssekretär Josef Rust bei seiner Beschaffungsentscheidung ebenso wenig abwartete wie eine entsprechende Truppenerprobung.
Aders’ 1945 schriftlich niedergelegte, aber bisher unveröffentlichte Erinnerungen über seine Zeit als Verantwortlicher für die Konstruktion der Tiger-Panzer werden in zahlreichen Veröffentlichungen zu den Panzermodellen als Quelle genannt.
Aders war Mitglied des Vereins Deutscher Ingenieure (VDI). Dieser verlieh ihm aufgrund seiner langjährigen ehrenamtlichen Mitarbeit 1956 das VDI-Ehrenzeichen.